# Skyline Scotland
Skyline Scotland est un événement sportif créé en 2015 et composé de quatre courses, deux courses de skyrunning, un ultra-trail et un kilomètre vertical. Les épreuves sont disputées dans les montagnes autour de Kinlochleven en Écosse.

## Histoire
En 2014, Shane Ohly, fondateur de la société évenementielle Ourea Events, émet l'idée de créer une épreuve de skyrunning au niveau très relevé au Royaume-Uni malgré la faible altitude des montagnes, la discipline du skyrunning étant généralement associée aux épreuves se déroulant à plus de 2 000 mètres d'altitude. Aidé par le traceur de parcours Gary Tompsett, les deux hommes choisissent les montagnes accidentées de la vallée de Glen Coe pour y tracer un parcours très difficile techniquement,. La première édition de la Glen Coe Skyline a lieu le 22 août 2015 et voit la championne du monde d'Ultra SkyMarathon 2014 Emelie Forsberg y prendre le départ. Cette dernière remporte la course féminine en terminant à une impressionnante deuxième place scratch. La première édition rencontre d'emblée un grand succès, tant au niveau des coureurs que des spectateurs.
L'épreuve rejoint le nouveau calendrier Sky Extreme de la Skyrunner World Series 2016. Deux nouvelles épreuves courues dans les Mamores (en), la Ring of Steall SkyRace, une course de skyrunning plus courte et le Mamores Vertical Kilometer, un kilomètre vertical, sont ajoutées à l'événement qui est renommé Skyline Scotland.
En 2017, un ultra-trail de 110 km, le Ben Nevis Ultra, est ajouté à l'événement. Comme son nom l'indique, son parcours atteint son point culminant au sommet du Ben Nevis. Cette même année, le Mamores VK rejoint le calendrier de la saison inaugurale du Vertical Kilometer World Circuit.
Le 26 octobre 2017, la fédération internationale de skyrunning désigne les épreuves de Skyline Scotland comme support des championnats du monde de skyrunning 2018. Le format vertical est couru sur le Mamores VK le 13 septembre 2018, le format Ultra sur le Ben Nevis Ultra le 14 septembre 2018 et la course SkyMarathon sur la Ring of Steall SkyRace le 15 septembre 2018. La Ring of Steall SkyRace 2018 rejoint de plus le calendrier inaugural de la Golden Trail Series.
L'édition 2018 de l'événement est récompensée en recevant le Scottish Thistle Awards du meilleur événement sportif lors de la cérémonie 2019/2020.
L'édition 2020 est annulée en raison de la pandémie de Covid-19.
L'édition 2023 est la dernière à se dérouler à Kinlochleven. Les organisateurs décident de relocaliser l'événement qui n'a pas lieu en 2024.

## Parcours

### Glen Coe Skyline
Le départ est donné à Kinlochleven. Le parcours longe dans un premier temps les montagnes en suivant le West Highland Way pour rejoindre la vallée de Glen Coe. Le parcours effectue ensuite l'ascension du Buachaille Etive Mòr en commençant par le Stob Dearg et suit la crête jusqu'au Stob Coire Altruim, de là il descend dans le vallon de Lairig Gartan avant de franchir le Buachaille Etive Beag (en). Le parcours remonte ensuite le vallon de Lairig Eilde avant d'effectuer l'ascension du Stob Coire Sgreamhach (en). Le parcours rallie ensuite plusieurs sommets, dont le Stob Coire nan Lochan, par des passages très techniques. Il redescend ensuite dans la vallée pour traverser la route A82 et remonte sur le Sgorr nam Fiannaidh. De là, il effectue la traversée très technique de la crête Aonach Eagach (en) jusqu'à Am Bodach. Le parcours redescend ensuite sur le Stob Mhic Mhartuin et rejoint le West Highland Way pour rallier Kinlochleven où est donnée l'arrivée. Il mesure 52 km pour 4 750 m de dénivelé positif et négatif.

### Ring of Steall SkyRace
Le départ est donné à Kinlochleven. Le parcours suit dans un premier temps le West Highland Way pour se diriger en direction du Carn Coire na h-Eirghe. Le parcours bifurque ensuite sur le Sgurr an lubhair pour rejoindre la crête des Mamores (en). De là, il rallie les sommets de Stob Choire a'Mhail et Sgùrr a' Mhàim (en) en empruntant le Devil's Ridge. Le parcours redescend jusqu'aux chutes inférieures de Glen Nevis et remonte la rivière jusqu'à la cascade de Steall (en). Le parcours effectue ensuite l'ascension de l'An Gearanach (en) et reprend la crête des Mamores en passant par Stob Coire a'Chairn et Am Bodach (en). Le parcours termine la boucle et rejoint le West Highland Way pour retourner à Kinlochleven où est donnée l'arrivée. Il mesure 29 km pour 2 500 m de dénivelé positif et négatif.

### Mamores Vertical Kilometer
Le départ est donné à Kinlochleven. Le parcours emprunte le chemin jusqu'à la cascade de Grey Mare puis suit un sentier rocailleux. Le parcours emprunte brièvement une route non goudronnée avant de suivre le sentier qui mène au sommet du Na Gruagaichean (en) où est donnée l'arrivée. Il mesure 5 km pour 1 022 m de dénivelé.

### Ben Nevis Ultra
Le départ est donné à Kinlochleven. Le parcours se dirige d'abord en direction du Loch Eilde Mor puis monte dans le vallon de l'Allt Coire a'Bhinnean. Le parcours contourne le Binnein Beag (en) et redescend le long de la rivière Nevis. Il remonte ensuite le vallon de Coire Giubhsachan qui ne possède pas de sentier puis effectue l'ascension du Càrn Mòr Dearg. De là, le parcours suit la crête jusqu'au sommet du Ben Nevis. Le parcours redescend en empruntant le Ben Path, parcours de la course du Ben Nevis, jusqu'à Achintee. Il longe ensuite la rivière Nevis qu'il remonte jusqu'à la cascade de Steall. Il emprunte la fin du parcours de la Ring of Steall SkyRace pour rejoindre Kinlochleven où est donnée l'arrivée. Il mesure 52 km pour 4 000 m de dénivelé positif et négatif.

## Résultats

### Glen Coe Skyline
| Édition | Date              | Hommes                                           | Hommes                                           | Hommes                                           | Femmes                                           | Femmes                                           | Femmes                                           |
| ------- | ----------------- | ------------------------------------------------ | ------------------------------------------------ | ------------------------------------------------ | ------------------------------------------------ | ------------------------------------------------ | ------------------------------------------------ |
|         |                   | Rang                                             | Athlète                                          | Temps                                            | Rang                                             | Athlète                                          | Temps                                            |
| 1re     | 22 août 2015      | 1er                                              | Joe Symonds                                      | 7 h 36 min 21 s                                  | 2e                                               | Emelie Forsberg                                  | 7 h 44 min 19 s                                  |
| 2e      | 18 septembre 2016 | 1er                                              | Jonathan Albon                                   | 6 h 33 min 52 s                                  | 21e                                              | Jasmin Paris                                     | 8 h 15 min 56 s                                  |
| 3e      | 17 septembre 2017 | 1er                                              | Kilian Jornet                                    | 6 h 25 min 39 s                                  | 15e                                              | Emelie Forsberg                                  | 7 h 53 min 30 s                                  |
| 4e      | 16 septembre 2018 | 1er                                              | Kilian Jornet                                    | 3 h 37 min 17 s                                  | 23e                                              | Hillary Gerardi                                  | 4 h 17 min 48 s                                  |
| 5e      | 22 septembre 2019 | 1er                                              | Erik Johannes Husom                              | 7 h 55 min 00 s                                  | 8e                                               | Georgia Tindley                                  | 8 h 30 min 00 s                                  |
| -       | 2020              | Course annulée en raison de la pandémie Covid-19 | Course annulée en raison de la pandémie Covid-19 | Course annulée en raison de la pandémie Covid-19 | Course annulée en raison de la pandémie Covid-19 | Course annulée en raison de la pandémie Covid-19 | Course annulée en raison de la pandémie Covid-19 |
| 6e      | 19 septembre 2021 | 1er                                              | Andrew Fallas                                    | 7 h 56 min 11 s                                  | 6e                                               | Georgia Tindley                                  | 8 h 43 min 10 s                                  |
| 7e      | 18 septembre 2022 | 1er                                              | Andrew Lamont                                    | 8 h 13 min 39 s                                  | 40e                                              | Noëmi Löw                                        | 11 h 05 min 18 s                                 |
| 8e      | 17 septembre 2023 | 1er                                              | Philip Rutter                                    | 4 h 38 min 07 s                                  | 5e                                               | Naomi Lang                                       | 5 h 16 min 06 s                                  |

### Ring Of Steall Skyrace
| Édition | Date              | Hommes                                           | Hommes                                           | Hommes                                           | Femmes                                           | Femmes                                           | Femmes                                           |
| ------- | ----------------- | ------------------------------------------------ | ------------------------------------------------ | ------------------------------------------------ | ------------------------------------------------ | ------------------------------------------------ | ------------------------------------------------ |
|         |                   | Rang                                             | Athlète                                          | Temps                                            | Rang                                             | Athlète                                          | Temps                                            |
| 1re     | 17 septembre 2016 | 1er                                              | Stian Angermund-Vik                              | 3 h 25 min 28 s                                  | 16e                                              | Georgia Tindley                                  | 4 h 39 min 20 s                                  |
| 2e      | 16 septembre 2017 | 1er                                              | Stian Angermund-Vik                              | 3 h 24 min 51 s                                  | 18e                                              | Laura Orgué                                      | 4 h 05 min 12 s                                  |
| 3e      | 15 septembre 2018 | 1er                                              | Kílian Jornet                                    | 3 h 04 min 34 s                                  | 37e                                              | Tove Alexandersson                               | 3 h 46 min 28 s                                  |
| 4e      | 21 septembre 2019 | 1er                                              | Nadir Maguet                                     | 3 h 14 min 47 s                                  | 10e                                              | Judith Wyder                                     | 3 h 36 min 46 s                                  |
| -       | 2020              | Course annulée en raison de la pandémie Covid-19 | Course annulée en raison de la pandémie Covid-19 | Course annulée en raison de la pandémie Covid-19 | Course annulée en raison de la pandémie Covid-19 | Course annulée en raison de la pandémie Covid-19 | Course annulée en raison de la pandémie Covid-19 |
| 5e      | 18 septembre 2021 | 1er                                              | Sebastian Batchelor                              | 3 h 34 min 04 s                                  | 5e                                               | Eleanor Davis                                    | 4 h 16 min 39 s                                  |
| 6e      | 17 septembre 2022 | 1er                                              | Alan Cherry                                      | 3 h 44 min 34 s                                  | 3e                                               | Naomi Lang                                       | 3 h 55 min 38 s                                  |
| 7e      | 16 septembre 2023 | 1er                                              | Gavin Dale                                       | 3 h 46 min 12 s                                  | 8e                                               | Sara Willhoit                                    | 4 h 19 min 09 s                                  |

### Mamores VK
| Édition | Date              | Hommes                                           | Hommes                                           | Hommes                                           | Femmes                                           | Femmes                                           | Femmes                                           |
| ------- | ----------------- | ------------------------------------------------ | ------------------------------------------------ | ------------------------------------------------ | ------------------------------------------------ | ------------------------------------------------ | ------------------------------------------------ |
|         |                   | Rang                                             | Athlète                                          | Temps                                            | Rang                                             | Athlète                                          | Temps                                            |
| 1re     | 16 septembre 2016 | 1er                                              | Alexis Sévennec                                  | 42 min 17 s                                      | 28e                                              | Georgia Tindley                                  | 54 min 34 s                                      |
| 2e      | 15 septembre 2017 | 1er                                              | Stian Angermund-Vik                              | 42 min 04 s                                      | 24e                                              | Laura Orgué                                      | 52 min 22 s                                      |
| 3e      | 13 septembre 2018 | 1er                                              | Rémi Bonnet                                      | 39 min 23 s                                      | 55e                                              | Laura Orgué                                      | 51 min 35 s                                      |
| 4e      | 20 septembre 2019 | 1er                                              | Zak Hanna                                        | 44 min 43 s                                      | 8e                                               | Victoria Wilkinson                               | 52 min 49 s                                      |
| -       | 2020              | Course annulée en raison de la pandémie Covid-19 | Course annulée en raison de la pandémie Covid-19 | Course annulée en raison de la pandémie Covid-19 | Course annulée en raison de la pandémie Covid-19 | Course annulée en raison de la pandémie Covid-19 | Course annulée en raison de la pandémie Covid-19 |
| 5e      | 18 septembre 2021 | 1er                                              | Alastair Thomas                                  | 51 min 05 s                                      | 6e                                               | Rachel Smith                                     | 57 min 38 s                                      |

### Ben Nevis Ultra
| Édition | Date              | Hommes                                           | Hommes                                           | Hommes                                           | Femmes                                           | Femmes                                           | Femmes                                           |
| ------- | ----------------- | ------------------------------------------------ | ------------------------------------------------ | ------------------------------------------------ | ------------------------------------------------ | ------------------------------------------------ | ------------------------------------------------ |
|         |                   | Rang                                             | Athlète                                          | Temps                                            | Rang                                             | Athlète                                          | Temps                                            |
| 1re     | 16 septembre 2017 | 1er                                              | Donald Campbell                                  | 12 h 20 min 53 s                                 | 5e                                               | Mira Rai                                         | 14 h 24 min 08 s                                 |
| 2e      | 14 septembre 2018 | 1er                                              | Jonathan Albon                                   | 3 h 48 min 02 s                                  | 31e                                              | Ragna Debats                                     | 4 h 36 min 20 s                                  |
| 3e      | 20 septembre 2019 | 1er                                              | Murray Strain                                    | 7 h 51 min 33 s                                  | 3e                                               | Katie Kaars Sijpesteijn                          | 8 h 05 min 28 s                                  |
| -       | 2020              | Course annulée en raison de la pandémie Covid-19 | Course annulée en raison de la pandémie Covid-19 | Course annulée en raison de la pandémie Covid-19 | Course annulée en raison de la pandémie Covid-19 | Course annulée en raison de la pandémie Covid-19 | Course annulée en raison de la pandémie Covid-19 |
| 4e      | 19 septembre 2021 | 1er                                              | Alan Hilley                                      | 7 h 40 min 29 s                                  | 10e                                              | Anwen Darlington                                 | 8 h 47 min 00 s                                  |
| 5e      | 18 septembre 2022 | 1er                                              | Jack Oates                                       | 8 h 06 min 17 s                                  | 9e                                               | Lynne Allen                                      | 9 h 30 min 47 s                                  |
| 6e      | 17 septembre 2023 | 1er                                              | David Haunschmidt                                | 5 h 57 min 35 s                                  | 10e                                              | Alicia Schwarzenbach                             | 7 h 32 min 20 s                                  |